# Moshultamåla
Moshultamåla er en landsby i Algutsboda socken i Emmaboda kommun, Kalmar län.
Landsbyen er Vilhelm Mobergs fødested, hvor han begyndte sit forfatterskab under pseudonymet "Ville i Momåla".
I Moshultamåla findes en pestkirkegård fra 1710–1711.
I Geografiskt-Statistiskt Handlexikon öfver Sverige (1883), beskriver C. M. Rosenberg Moshultamåla som en "By i Algutsboda sogn, Uppvidinge herred, Kronobergs län". Efter en ændring af länsgrænsen tilhører landsbyen nu Kalmar län.